# Helicopis stupenda
Helicopis stupenda är en fjärilsart som beskrevs av Adalbert Seitz 1913. Helicopis stupenda ingår i släktet Helicopis och familjen Riodinidae. Inga underarter finns listade i Catalogue of Life.